# Parauxesis werneri
Parauxesis werneri är en skalbaggsart som beskrevs av Karl Adlbauer 2001. Parauxesis werneri ingår i släktet Parauxesis och familjen långhorningar. Inga underarter finns listade i Catalogue of Life.